# شهرستان آرسکی
شهرستان آرسکی (به لاتین: Arsky District) یک شهرستان در روسیه است که در تاتارستان واقع شده‌است.